# Miss Tibet
Miss Tibet is een jaarlijkse schoonheidswedstrijd in Dharamsala, India. Het evenement wordt georganiseerd door Lobsang Wangyal Productions en de winnares gaat sinds 2006 door naar de verkiezing van Miss Earth.

## Geschiedenis
De eerste Miss Tibet-verkiezingen werden gehouden in oktober 2002. In dat jaar deden er vier meisjes mee. De organisatie hiervan leidde tot kritiek van prominente Tibetanen in ballingschap, die het na-apen van westerse cultuur en on-Tibetaans noemden. Onder de critici was vooraanstaand spiritueel leider en premier van de Tibetaanse regering in ballingschap, Lobsang Tenzin (de vijfde Samdhong Rinpoche). De controverses rond het gebeuren haalden de kranten in allerlei landen. 
Het evenement bleef echter jaarlijks doorgaan, onder meer door de bemoeienis van Richard Gere en Goldie Hawn, twee belangrijke ondersteuners van de dalai lama. Dalai lama Tenzin Gyatso sprak zich in 2006 uit voor de Miss Verkiezingen
In juli 2005 moest Miss Tibet 2004 Tashi Yangchen zich onder druk van China terugtrekken uit de competitie van Miss Tourism in Maleisië.
In 2006 werd ook de rondes in badmode ingevoerd, wat een bijzondere gebeurtenis was omdat traditionele Tibetaanse vrouwen hun kleding tot aan de enkels dragen.

## Winnaars
| Jaar | Naam             |
| ---- | ---------------- |
| 2002 | Dolma Tsering    |
| 2003 | Tsering Kyi      |
| 2004 | Tashi Yangchen   |
| 2005 | Tenzin Nyima     |
| 2006 | Tsering Chungtak |
| 2007 | Tenzin Dolma     |
| 2008 | Sonam Choedon    |
| 2009 | Tenzin Choezom   |
| 2010 | Tenzin Norzom    |